# Yevgeny Klevtsov
Yevgeny Petrovich Klevtsov (em russo:  Евгений Петрович Клевцов; 8 de março de 1929 — 24 de março de 2003) foi um ciclista soviético.

## Carreira olímpica
Competiu pela União Soviética em duas edições dos Jogos Olímpicos (Helsinque 1952 e Roma 1960), dos quais conquistou a medalha de bronze em 1960, na prova de contrarrelógio (100 km).